# 7831 François-Xavier
(7831) Francois-Xavier, denumire internațională (7831) François-Xavier, este un asteroid din centura principală de asteroizi.

## Descriere
7831 François-Xavier este un asteroid din centura principală de asteroizi. A fost descoperit pe 21 martie 1993 la Observatorul Palomar de Eleanor Francis Helin. Asteroidul prezintă o orbită caracterizată de o semiaxă mare de 2,40 ua, o excentricitate de 0,14 și o înclinație de 7,8° în raport cu ecliptica.